# Unrra
Unrra – zespół nowofalowy z Trójmiasta. Grał w latach ok. 1986 – ok. 1988. Tworzyli go:
- Monika Mielewczyk – śpiew
- Magdalena Czernikowska – śpiew
- Leszek Złotogórski – śpiew
- Jacek Czernikowski – śpiew, gitara
- Sławomir Czarnata – gitara
- Włodzimierz Cetner – bas
- Ryszard Werra – perkusja

Zespół jest zaliczany do kręgu Gdańskiej Sceny Alternatywnej.

## Dyskografia
- Złap wiatr – utwór na LP Gdynia (Tonpress 1988)
- Istnieć w ogóle – utwór na MC Fala II (Polton 1988)